# Olegario Lazo Baeza
Olegario Lazo Baeza (San Fernando, 1878-Santiago, 1964) fue un militar y escritor chileno, miembro de la Academia Chilena de la Lengua.
Carrera|Instituto Nacional]] de Santiago, donde cursó 4.º de secundaria para finalmente al año siguiente en la Escuela Militar, de la que egresó en 1898 como alférez de caballería.
Destinado al Regimiento de Dragones de Curicó, destacó como el mejor jinete del Ejército de Chile de su época. Permaneció en Curicó hasta 1902, cuando pasó al de Cazadores de Santiago. En abril del año siguiente sirve como ayudante de la primera división del Ejército en Tacna. En julio del mismo año sirve en el Húsares de Iquique y en diciembre regresa al Dragones. En 1905 hace un curso en la Escuela de Aplicación de Ingenieros Militares y después pasa tres años organizando escuadrones de gendarmes en la pampa norteña. En 1909 vuelve al Dragones, ya como capitán. En la primavera sufre un accidente ecuestre, cuyas consecuencias años más tarde lo obligarían a abandonar la carrera militar.
En 1912 se casó con la escritora Sara Jarpa Imperio Austro-Húngar para estudiar servicios de reproducción y remonta caballar. Regresa a Chile en 1914 y tres años más tarde se retira del ejército.
Fue cónsul entre 1915 a 1932 en Alicante, España, en Hull, Inglaterra y Burdeos, Francia.
Escribió libros sobre temas militares; los de ficción se centran en los hechos comunes y simples de la vida castrense. Fundamentalmente cuentista, publicó su primer relato —Honor de soldado— en 1907 y su primera recopilación en 1922. También escribió una novela, El postrer galope,  sobre el ambiente en Tacna después de la ocupación chilena. Esta obra fue llevada al cine por Chilefilms en 1951 con el nombre de El último galope.
En 1966 fue elegido miembro honorario de la Academia Chilena de la Lengua.
En San Fernando hay un colegio que lleva su nombre. La calle en que nació fue rebautizada en su honor en 1960.

## Obras
- Reproducción y remonta caballar, 1915
- Cuentos militares, 1922, reúne 18 relatos
- Nuevos cuentos militares, 1924, contiene 14 relatos, entre ellos el clásico El padre
- Otros cuentos militares, 1944
- El postrer galope,  1944
- Hombres y caballos, 1951
- Complot, 1957, cuentos escogidos
- El padre(cuentos de chile 2)
- La madre